# Amazon Court
Amazon Court je jednou z budov v River City Praha. Stavba byla navržena dánským studiem Schmidt Hammer Lassen, které je známé například realizací přestavby dánské královské knihovny v Kodani (tzv. Black Diamond). Fasáda je ze žuly Star White. Dominantním prvkem je velké prosvětlené atrium s barevnými vnitřními žaluziemi, které se pohybují pomocí elektromotorků. Supermoderně jsou řešeny topení a klimatizace, které maximálně využívají nové přírodní technologie (např. velké množství čerstvého vzduchu vytváří přetlak ve zdvojené podlaze a výústky proudí do jednotlivých kanceláří). Amazon Court disponuje plochou 19 800 m² kanceláří a 2200 m² obchodů a služeb, 254 místy k parkování v podzemních garážích. Byl postaven v roce 2010.
V současnosti je Amazon Court součástí business parku Riverside Karlín spolu s budovami Nile House, Mississippi House, Missouri Park a Danube House, které jsou součástí portfolia CA Immo.